# Viacheslav Shevchuk
Viacheslav Anatolíyevich Shevchuk (Lutsk, Unión Soviética, 13 de mayo de 1979) es un futbolista ucraniano. Juega de defensa y su equipo actual es el Shajtar Donetsk.

## Biografía
Vyacheslav Shevchuk, que actúa como defensa por la banda izquierda empezó su carrera futbolística en las categorías inferiores del FC Podillya Khmelnytskyi. En 1996 debuta con la primera plantilla del club. Esa temporada el equipo desciende de categoría al quedar en la posición 22º de la Persha Liha.
Al año siguiente ficha por el PFK Metalurg Zaporizhia.
En la temporada 2000-01 milita en el Shajtar Donetsk, en donde consigue ganar un título, la Copa de Ucrania.
En 2002 ficha por el Metalurg Donetsk, aunque solo estuvo medio año, ya que ante la falta de oportunidades de jugar decidió marcharse al Shinnik Yaroslavl.
En la temporada 2004-05 milita en el FC Dnipro Dnipropetrovsk.
Al finalizar esa campaña vuelve a fichar por el Shajtar Donetsk. Con este equipo consigue varios títulos: dos Ligas, una Copa y una Supercopa de Ucrania.

## Selección nacional
Participó con las divisiones inferiores de su país. Disputó 19 partidos con la selección sub-21, en la que llegó a ser el capitán.
Ha sido internacional con la Selección de fútbol de Ucrania en 14 ocasiones. Su debut con la camiseta nacional se produjo el 11 de junio de 2003 en un partido contra Grecia (0-1).

## Clubes
| Club                     | País    | Año       |
| ------------------------ | ------- | --------- |
| FC Podillya Khmelnytskyi | Ucrania | 1996-1997 |
| PFK Metalurg Zaporizhia  | Ucrania | 1997-2000 |
| FC Shajtar Donetsk       | Ucrania | 2000-2001 |
| Metalurg Donetsk         | Ucrania | 2002      |
| FC Shinnik Yaroslavl     | Ucrania | 2002-2004 |
| FC Dnipro Dnipropetrovsk | Ucrania | 2004-2005 |
| FC Shajtar Donetsk       | Ucrania | 2005-     |

## Títulos
- 2 Ligas de Ucrania (Shajtar Donetsk, 2006 y 2008)
- 2 Copas de Ucrania (Shajtar Donetsk, 2001 y 2008)
- 1 Supercopa de Ucrania (Shajtar Donetsk, 2008)